# Morinda jackiana
Morinda jackiana är en måreväxtart som beskrevs av Pieter Willem Korthals. Morinda jackiana ingår i släktet Morinda och familjen måreväxter. Inga underarter finns listade i Catalogue of Life.